# Джилет
Джилет (на английски: Gillette) е град в окръг Кембъл, щата Уайоминг, САЩ. Джилет е с население от 19 646 жители (2000) и обща площ от 34,7 km². Намира се на 1388 m надморска височина. Телефонният му код е 307.